# たけし親方の全国ニッカポッカ選手権
「たけし親方の全国ニッカポッカ選手権」(たけしおやかたのぜんこくニッカポッカせんしゅけん）は、1998年1月8日の19:00（JST）からフジテレビ系列で放送された新春特別番組。正式名称は『新春暴れ初め企画!!・肉体派オヤジが大集合 祝・たけし親方の全国ニッカポッカ選手権』。『強力!木スペ120分』枠で放送された。

## 概要
ビートたけしが親方に扮して鳶職や林業、大工などの「働く男たち」をフィーチャーしたバラエティ番組。現役の働く男たちをスタジオに集め、事前収録したVTRも交えての職人技を競うゲームやトークコーナーを展開した。

## 司会
- ビートたけし
- 小島奈津子（当時フジテレビアナウンサー）

## ゲスト
- 辰吉丈一郎
- 峰竜太
- 飯島愛
- 大竹まこと
- 極楽とんぼ
- 千秋
- 上原さくら
- 矢部美穂
- 三田村邦彦

## コーナー司会
- デビット伊東
- 中森友香
- 浅草キッド
- 久本朋子
- ダンカン
- オセロ
- 鳥羽一郎
- ダチョウ倶楽部
- 藤村さおり（フジテレビアナウンサー）
- 江口ともみ

## 主なコーナー
主に「働く男たち」の職人技にスポットを当てた会社対抗の技能選手権を展開。同一業種で2チームが参加し対抗戦の形を取った。また「肉体派多国籍軍」と称する海外の働く男たちとのゲーム対決コーナーもあった。
- 大阪対埼玉・土木業対決
  - 大阪と埼玉の土木造園業者チームの対抗戦。ショベルカーやフォークリフトなどによる障害物リレー対決を行った。

- 茨城対愛知・鳶職人対決
  - 茨城と愛知の足場鳶会社が、地上60メートルのビルの屋上からはみ出すように設置した飛び込み台に旗を立てる競技などを行った。

- 生き残り大漁節
  - 香川と福島の漁協チームの対抗戦。漁船に曳航されたボードに乗り、最後まで振り落とされずに残った人数を競った。

- 伐採師対決
  - 広島と山梨の林業会社チームの対抗戦。約20メートルの木をスイカを狙って切り倒し、精度を競った。

- 秋田対熊本・大工対決
  - 外国人バーで修理場所を英語で聞きながら1時間以内に修理し、タイムと出来映えを競った。

- 我が黄金時代
  - 若き頃の写真を紹介するコーナー。ほとんどが不良時代の武勇伝だった。

- スタジオでのトーク、ゲームコーナー

- 決勝戦クイズバトル

## エピソード
- 番組冒頭で開会宣言と共に鏡開きが行われたが、振る舞われたのは本物の日本酒だった。
- 峰竜太と大竹まことはスタジオに集結した総勢100人を超える「働く男たち」の迫力と面構えに相当怖がっていた。
- 高所恐怖症の辰吉は鳶対決のVTRをほとんど直視出来ず言葉を失っていた。また三田村邦彦は「下積み時代に鳶で生計を立てていたので懐かしかった」とコメントをしていた。
- 番組内では次回参加者を募集していたが、続編は制作されなかった。